# Gösta Sandberg
Pour les articles homonymes, voir Sandberg.
Gösta Sandberg, né le 6 août 1932 à Knivsta et mort le 27 avril 2006 à Stockholm, est un footballeur international, joueur de hockey sur glace et de bandy suédois. Il évoluait au poste d'attaquant.

## Biographie

### Football

#### En club
Gösta Sandberg est joueur du Djurgårdens IF de 1951 à 1966,.
Il est sacré Champion de Suède à quatre reprises en 1954-55, 1959, 1964 et en 1966.
En compétitions européennes, il dispute six matchs pour un but inscrit en Coupe des clubs champions et trois matchs pour aucun but marqué en Coupe des villes de foires.

#### En équipe nationale
International suédois, il reçoit 52 sélections pour 10 buts marqués en équipe de Suède entre 1951 et 1961,.
Son premier match en sélection a lieu le 2 septembre 1951 contre la Yougoslavie (défaite 1-2 à Belgrade) en amical.
Il fait partie du groupe suédois médaillé de bronze aux Jeux olympiques de 1952 : il dispute les quatre matchs de la compétition. Il inscrit notamment un but lors des quarts de finale contre l'Autriche.
Son dernier match en sélection a lieu le 12 novembre 1961 contre la Suisse en match d'appui des éliminatoires de la Coupe du monde 1962 (défaite 1-2 à Berlin-Ouest).
Il dispute au total huit matchs pour un but marqué lors des éliminatoires de la Coupe du monde 1950, 1954 et 1962.

#### Entraîneur
Il entreprend une carrière d'entraîneur après sa carrière de joueur dirigeant notamment l'IF Brommapojkarna et le Djurgårdens IF.

### Hockey sur glace

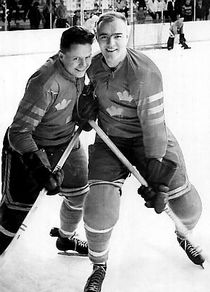
Gösta Sandberg à gauche avec Hans Mild au Championnat du monde de hockey sur glace 1961.

En parallèle de sa carrière de footballeur Sandberg est joueur de hockey sur glace, évoluant notamment avec l'équipe de hockey sur glace.
Sandberg commence le hockey sur glace au Knivsta IK.
Il représente Djurgården. Il est Champion de Suède en tant qu'attaquant.
Il est sélectionné pour le Championnat du monde de hockey sur glace 1961, ce qui n'a pas plu à la Fédération suédoise de football qui proteste et qui dans un premier temps ne veut pas le laisser partir. La Suède termine à la quatrième place.
Il est également médaillé de bronze au Championnat d'Europe.

### Bandy
Il est joueur de l'équipe nationale de bandy.

## Palmarès

### Football
| Djurgårdens IF - Championnat de Suède (4) : - Champion : 1954-55, 1959, 1964 et 1966. - Guldbollen en 1956. |  | Suède - Jeux olympiques : - Bronze : 1952. - Championnat nordique (2) : - Vainqueur : 1948 – 1951 et 1952 – 1955. |